# بطرس الحلاق
بطرس جرجس الحلاق (مواليد 1966 في يبرود، ريف دمشق) صحفي وسياسي سوري شغل منصب وزير الإعلام في حكومة حسين عرنوس الثانية من 10 آب 2021 إلى 23 أيلول 2024.
في تشرين الثاني 2021 أدرجه الاتحاد الأوروبي على لائحة العقوبات.
أستاذ جامعي يحمل درجة الدكتوراه في إدارة المؤسسات الإعلامية من جامعة القاهرة عام 2000، عمل نائباً لرئيس جامعة دمشق للشؤون العلمية 2021، وأستاذ إدارة المؤسسات الإعلامية في كلية الإعلام-جامعة دمشق منذ عام 2000 حتى تاريخه، وأستاذ إدارة العلاقات العامة في الجامعة الافتراضية السورية من عام 2008 حتى تاريخه.
خلال مسيرته الأكاديمية عمل عميداً لكلية الاعلام 2013-2017 ورئيس قسم العلاقات العامة والإعلام بالكلية وعضو الهيئة التدريسية ورئيس قسم الاستشارات والبحوث في المعهد العالي للتنمية الإدارية في جامعة دمشق.
وعمل أستاذاً للدراسات العليا في المعهد العالي للتنمية الإدارية وأستاذ الدراسات العليا في المعهد العالي لإدارة الأعمال، ومحاضرًا في المعهد الوطني للإدارة وأستاذ إدارة المؤسسات الإعلامية في جامعة بلاد الشام 2013.
أشرف على العديد من رسائل الماجستير والدكتوراه، ونشر العديد من البحوث العلمية المحكمة وشارك في مهمات علمية محلية وعربية وعالمية ولديه من المؤلفات المنشورة 11 كتابا.